# Isländischer Fußballpokal der Männer 2002
Der isländische Fußballpokal 2002 war die 43. Austragung des isländischen Pokalwettbewerbs der Männer. Pokalsieger wurde Titelverteidiger Fylkir Reykjavík. Das Team setzte sich am 28. September 2002 im Laugardalsvöllur von Reykjavík gegen Fram Reykjavík durch und qualifizierte sich damit für den UEFA-Pokal.

## Modus
Die Begegnungen wurden in einem Spiel ausgetragen. In den ersten zwei Runden nahmen Vereine ab der zweiten Liga abwärts und Reserveteams (U 23) teil. Die Mannschaften aus der ersten Liga starteten in der dritten Runde. Bei unentschiedenem Ausgang wurde das Spiel zunächst verlängert und gegebenenfalls durch Elfmeterschießen entschieden.

## 1. Runde
| Datum      |                         | Ergebnis              |                           |
| ---------- | ----------------------- | --------------------- | ------------------------- |
| 22.05.2002 | KR Reykjavík U 23       | 3:4                   | Valur Reykjavík U 23      |
| 22.05.2002 | þróttur Reykjavík U 23  | 4:1                   | Árborg Selfoss            |
| 22.05.2002 | FH Hafnarfjörður U 23   | 2:0                   | UMF Stjarnan U 23         |
| 22.05.2002 | Leiknir Reykjavík U 23  | 2:7                   | Breiðablik Kópavogur U 23 |
| 22.05.2002 | ÍF Grótta               | 1:5                   | Keflavík ÍF U 23          |
| 22.05.2002 | Ægir þorlákshöfn        | 0:7                   | KFS Vestmannaeyja         |
| 22.05.2002 | Leiknir Fáskrúðsfjörður | 3:4                   | Neisti Djúpivogur         |
| 22.05.2002 | Efling Laugar           | 0:9                   | Magni Grenivík            |
| 22.05.2002 | Reynir Sandgerði        | 2:1                   | ÍH Hafnarfjörður          |
| 22.05.2002 | ÍA Akranes U 23         | 9:0                   | UMF Þróttur Vogar         |
| 22.05.2002 | Víkingur Reykjavík U 23 | 1:2 n. V.             | ÍR Reykjavik U 23         |
| 23.05.2002 | UMF Tindastóll          | 12:10                 | Smári Varmahlíð           |
| 23.05.2002 | UMF Afturelding         | 9:0                   | Haukar Hafnarfjörður U 23 |
| 23.05.2002 | HK Kópavogur U 23       | 0:1                   | HSH Snæfellsnes           |
| 23.05.2002 | Kári Akranes            | 0:3                   | Léttir Reykjavík          |
| 23.05.2002 | Víðir Garði             | 2:0                   | Deiglan Mosfellsbær       |
| 23.05.2002 | UMF Skallagrímur        | 0:3                   | UMF Njarðvík              |
| 23.05.2002 | KS Siglufjarðar         | 4:2                   | Neisti Hofsós             |
| 23.05.2002 | UMF Grindavík U 23      | 0:0 n. V. (5:4 i. E.) | Úlfarnir Reykjavík        |
| 23.05.2002 | Leiknir Reykjavík       | 1:6                   | Fjölnir Reykjavík         |
| 24.05.2002 | GE Neskaupstaður        | 00:11                 | KFF Fjarðabyggðar         |

## 2. Runde
| Datum      |                       | Ergebnis              |                           |
| ---------- | --------------------- | --------------------- | ------------------------- |
| 03.06.2002 | Fjölnir Reykjavík     | 1:5                   | UMF Njarðvík              |
| 03.06.2002 | Reynir Sandgerði      | 1:2                   | UMF Afturelding           |
| 03.06.2002 | FH Hafnarfjörður U 23 | 3:1                   | Breiðablik Kópavogur U 23 |
| 03.06.2002 | ÍA Akranes U 23       | 1:0                   | HK Kópavogur              |
| 04.06.2002 | UMF Grindavík U 23    | 0:1 n. V.             | HSH Snæfellsnes           |
| 04.06.2002 | Léttir Reykjavík      | 0:3                   | ÍR Reykjavik              |
| 04.06.2002 | Haukar Hafnarfjörður  | 2:1                   | Víðir Garði               |
| 04.06.2002 | UMF Bolungarvík       | 0:1 n. V.             | BÍ Ísafjörður             |
| 04.06.2002 | UMF Tindastóll        | 3:0                   | KS Siglufjarðar           |
| 04.06.2002 | Völsungur Húsavík     | 1:3                   | Magni Grenivík            |
| 04.06.2002 | UMF Sindri Höfn       | 6:0                   | Neisti Djúpivogur         |
| 04.06.2002 | KFS Vestmannaeyja     | 4:1                   | þróttur Reykjavík U 23    |
| 04.06.2002 | Fram Reykjavík U 23   | 1:2                   | Keflavík ÍF U 23          |
| 04.06.2002 | Fylkir Reykjavík U 23 | 2:1                   | Valur Reykjavík U 23      |
| 04.06.2002 | ÍF Huginn/Höttur      | 1:2                   | KFF Fjarðabyggðar         |
| 05.06.2002 | UMF Selfoss           | 0:0 n. V. (4:2 i. E.) | ÍR Reykjavik              |

## 3. Runde
Teilnehmer: Die sechzehn Sieger der 2. Runde spielten alle zuhause. Zugelost wurden die zehn Vereine der Símadeild 2002, die zwei Absteiger der Símadeild 2001 und die vier Mannschaften, die die Saison 2001 in der zweiten Liga mit Platz drei bis sechs beendeten.
| Datum      |                      | Ergebnis  |                       |
| ---------- | -------------------- | --------- | --------------------- |
| 14.06.2002 | UMF Njarðvík         | 1:3       | KA Akureyri           |
| 14.06.2002 | BÍ Ísafjörður        | 0:8       | UMF Grindavík         |
| 14.06.2002 | UMF Selfoss          | 0:4       | Keflavík ÍF           |
| 14.06.2002 | KFS Vestmannaeyja    | 0:4       | KR Reykjavík          |
| 14.06.2002 | HSH Snæfellsnes      | 0:7       | ÍA Akranes            |
| 14.06.2002 | Haukar Hafnarfjörður | 1:2       | Fylkir Reykjavík      |
| 14.06.2002 | Magni Grenivík       | 1:4       | FH Hafnarfjörður      |
| 14.06.2002 | UMF Tindastóll       | 0:5       | þór Akureyri          |
| 14.06.2002 | UMF Afturelding      | 0:1       | þróttur Reykjavík     |
| 15.06.2002 | KFF Fjarðabyggðar    | 1:3       | Breiðablik Kópavogur  |
| 15.06.2002 | Keflavík ÍF U 23     | 0:2       | Fram Reykjavík        |
| 15.06.2002 | ÍA Akranes U 23      | 3:2 n. V. | Víkingur Reykjavík    |
| 15.06.2002 | UMF Sindri Höfn      | 0:3       | Valur Reykjavík       |
| 15.06.2002 | ÍBV Vestmannaeyja    | 2:1 n. V. | FH Hafnarfjörður U 23 |
| 15.06.2002 | ÍR Reykjavik         | 1:2       | Leiftur/Dalvík        |
| 15.06.2002 | Fylkir Reykjavík     | 0:2       | UMF Stjarnan          |

## Achtelfinale
| Datum      |                      | Ergebnis               |                   |
| ---------- | -------------------- | ---------------------- | ----------------- |
| 02.07.2002 | Breiðablik Kópavogur | 2:2 n. V. (7:6 i. E.)  | þór Akureyri      |
| 02.07.2002 | Leiftur/Dalvík       | 2:1                    | Valur Reykjavík   |
| 02.07.2002 | KR Reykjavík         | 0:1                    | Fram Reykjavík    |
| 02.07.2002 | ÍA Akranes           | 1:0                    | UMF Grindavík     |
| 03.07.2002 | UMF Stjarnan         | 1:1 n. V. (4:5 i. E.)  | KA Akureyri       |
| 03.07.2002 | Keflavík ÍF          | 3:3 n. V. (10:9 i. E.) | ÍA Akranes U 23   |
| 03.07.2002 | Fylkir Reykjavík     | 4:1                    | FH Hafnarfjörður  |
| 03.07.2002 | ÍBV Vestmannaeyja    | 2:0                    | þróttur Reykjavík |

## Viertelfinale
| Datum      |                   | Ergebnis |                      |
| ---------- | ----------------- | -------- | -------------------- |
| 21.07.2002 | KA Akureyri       | 3:0      | Breiðablik Kópavogur |
| 21.07.2002 | Fylkir Reykjavík  | 4:1      | ÍA Akranes           |
| 22.07.2002 | Fram Reykjavík    | 3:1      | Keflavík ÍF          |
| 22.07.2002 | ÍBV Vestmannaeyja | 1:0      | Leiftur/Dalvík       |

## Halbfinale
| Datum      |                   | Ergebnis |                  |
| ---------- | ----------------- | -------- | ---------------- |
| 10.09.2002 | ÍBV Vestmannaeyja | 1:2      | Fram Reykjavík   |
| 11.09.2002 | KA Akureyri       | 2:3      | Fylkir Reykjavík |

## Finale
| Paarung          | Fram Reykjavík – Fylkir Reykjavík |
| Ergebnis         | 1:3 (1:1) |
| Datum            | 28. September 2002 |
| Stadion          | Laugardalsvöllur, Reykjavík |
| Zuschauer        | 3.376 |
| Schiedsrichter   | Egill Már Markússon |
| Tore             | 0:1 Valur Fannar Gíslason (20.) 1:1 Andri Fannar Ottósson (43.) 1:2 Sverrir Sverrisson (56.) 1:3 Theódór Óskarsson (81.) |
| Fram Reykjavík   | Gunnar Sigurðsson – Daði Guðmundsson (83. Ómar Hákonarson), Ingvar Þór Ólason, Eggert Stefánsson, Sævar Guðjónsson – Ágúst Gylfason , Bjarni Aðalsteinsson, Freyr Karlsson (64. Haukur Snær Hauksson) – Þorbjörn Atli Sveinsson, Andri Fannar Ottósson, Kristján Carnell Brooks (73. Viðar Guðjónsson). Cheftrainer: Kristinn Rúnar Jónsson |
| Fylkir Reykjavík | Kjartan Sturluson – Björgvin Vilhjálmsson, Ómar Valdimarsson, Þórhallur Dan Jóhannsson, Gunnar Þór Pétursson – Sverrir Sverrisson, Valur Fannar Gíslason, Finnur Kolbeinsson – Sævar Þór Gíslason (69. Steingrímur Jóhannesson), Theódór Óskarsson, Björn Viðar Ásbjörnsson. Cheftrainer: Aðalsteinn Víglundsson                            |
| Gelbe Karten     | keine – Theódór Óskarsson, Björgvin Vilhjálmsson |